# Jeffrey Ignacio
Jeffrey Ignacio ist ein philippinischer Poolbillardspieler.

## Karriere
Im November 2013 erreichte Ignacio das Viertelfinale der All Japan Open, verlor dieses jedoch gegen Thorsten Hohmann. Bei den China Open 2014 zog er nach Siegen gegen Karol Skowerski und Mika Immonen ins Finale ein und unterlag dort dem Taiwaner Chang Yu-Lung mit 5:11. Im September 2014 gewann er gemeinsam mit Jeffrey de Luna die Manny Pacquiao Cup 10-Ball Doubles Championships. Im November 2014 schied er bei den Japan Open, durch eine Niederlage gegen Chang Yu-Lung, erneut im Viertelfinale aus.
Beim Derby City Classic 2015 wurde Ignacio Dritter in der Bigfoot 10-Ball-Challenge. Im Februar 2015 gewann er im Finale gegen Justin Bergman die US Bar Box Championship im 8-Ball und konnte durch einen Finalsieg gegen Skyler Woodward zudem den Titel im 10-Ball gewinnen. Wenige Tage zuvor hatte er das Chuck Markulis Memorial im 9-Ball gewonnen. Im September 2015 qualifizierte er sich erstmals, für die 9-Ball-Weltmeisterschaft, bei der er nach Siegen gegen Andreas Gerwen und Jason Klatt die Runde der letzten 32 erreichte und anschließend gegen Aloysius Yapp ausschied.

## Erfolge
| Chuck Markulis Memorial 9-Ball:  | 2015 |
| US Bar Box Championship 8-Ball:  | 2015 |
| US Bar Box Championship 10-Ball: | 2015 |